# 恩加米湖
恩加米湖（英語：Ngami）是博茨瓦納喀拉哈里沙漠北面的內流湖，海拔約900米，湖水由奧卡萬戈河經奧卡萬戈三角洲季節性地注入。雖然湖泊自1890年起大幅縮小，但仍然是鳥類和其他野生動物的重要棲息地，尤其在河水氾濫的時候。

## 簡述
恩加米湖大約有80英里（130公里）長、20英里寬。恩加米湖（Lake Ngami）是位於波札那的內流湖，海拔約900米，在喀拉哈裡沙漠（Kalahari Desert）的北面，是古湖Makgadikgadi的殘留。
這座湖泊在19世紀至20世紀時曾受到了許多著名人士的青睞，不少探險家都到訪過這裡。英國探險家大衛·利文斯頓（David Livingstone）曾經這樣描述恩加米湖：「波光粼粼的湖泊，大約有80英里（130公里）長、20英里寬。」。瑞典探險家查爾斯·約翰·安德森（Charles John Andersson）曾經在1855年出版了關於恩加米湖的著作，主要描述他在四年的時間裡對非洲西南部野生動物的探索與發現。出生於魁北克的探險家弗雷德里克·托馬斯·格林（Frederick Thomas Green）也在19世紀50年代到訪過恩加米湖。因此，恩加米湖是波札那之旅不容錯過的景點之一。

## 湖將乾涸
2019年，64歲的野生動物攝影師馬近丁•哈威拍攝了非洲恩加米湖即將乾涸的畫面，數百頭牛馬和河馬在泥濘中等待死亡，漁民利用乾涸湖泊捕獲最後剩下的魚。這些令人窒息的視頻，展示了恩加米湖即將乾涸的事實。

## 外部連結
- The Ngami Times